# 松村沙友理
松村 沙友理（まつむら さゆり、1992年〈平成4年〉8月27日 - ）は、日本のタレント、ファッションモデル、YouTuber、女優であり、女性アイドルグループ乃木坂46の元メンバー、『CanCam』の元専属モデル、『BAILA』のレギュラーモデルである。大阪府出身。FIRST AGENT所属。

## 来歴
2011年（平成23年）3月、大阪桐蔭高等学校を卒業。その後、親に勧められた看護師になるため、予備校に通い、大阪の大学を目指して浪人していたが、模擬試験の結果がよくなかったため、違うことに挑戦しようと思い、乃木坂46の1期生オーディションに応募。8月21日、乃木坂46の1期生オーディションに合格。オーディションではYUIの「feel my soul」を歌った。暫定選抜メンバーに選ばれ、立ち位置は中列。当時はダンスも歌も得意でなかったため、まさか合格するとは思っていなかったという。11月13日、乃木坂46公式ブログを開始。
2012年（平成24年）2月22日、1stシングル『ぐるぐるカーテン』でCDデビューした。5月2日、2ndシングル『おいでシャンプー』のカップリング曲「偶然を言い訳にして」で初のユニットを務める。12月6日、『速報! 有吉の明日したいことランキング』（テレビ東京）で有吉弘行・YOUと3人でスタジオMCとして初の単独出演。
2013年（平成25年）1月13日、乃木神社で成人式を迎えた。4月7日、『BAD BOYS J』（日本テレビ）でテレビドラマに初のレギュラー出演。4月18日、『生のアイドルが好き』（ニコニコ生放送）に中田花奈・松村と2人でMCとしてレギュラー番組を開始。
2014年（平成26年）5月1日 - 6月30日、『VANQUISH VENUS Vol.10』（ヴァンキッシュ）のモデルに起用。10月8日、書籍編集者の男性既婚者と飲酒後に路上キスしているところを『週刊文春』の同年10月8日号で報じられた件について、一部語弊はあるものの軽率なことをしたとラジオ番組『レコメン!』（文化放送）を通じて謝罪した。
2015年（平成27年）3月23日、ファッション誌『CanCam』（小学館）の専属モデルに起用。
2016年（平成28年）2月、さゆりんご軍団を結成。6月6日、乃木坂46の15thシングル『裸足でSummer』で1年半ぶりに福神へ復帰することが発表された。
2017年（平成29年）12月12日、1st写真集『意外っていうか、前から可愛いと思ってた』（小学館）を発売。
2019年（令和元年）6月29日、グループ所属メンバーとして初のInstagramを開設。8月10日、Bilibiliの公式アカウントを開設。10月4日、主演を務める映画『東京ワイン会ピープル』が公開。映画では自身初の主演となる。
2021年（令和3年）4月15日、MCを務める『生のアイドルが好き』（ニコニコ生放送）の番組内で、6月9日発売の27枚目シングルの活動をもって乃木坂46から卒業することを発表した。6月22日から23日にかけて『さ〜ゆ〜Ready? 〜さゆりんご軍団ライブ／松村沙友理 卒業コンサート〜』が横浜アリーナで開催された。7月13日、卒業記念写真集『次、いつ会える?』（マガジンハウス）を発売し、乃木坂46を卒業。オフィシャルサイトを開設した。8月19日、乃木坂46公式サイト内の公式ブログが閉鎖された。同月20日発売の『CanCam』10月号をもって専属モデルを卒業。9月22日、「JAグループお米消費拡大アンバサダー」に任命された。10月2日発売の『BAILA』（集英社）のレギュラーモデルに起用された。11月19日公開の映画『ずっと独身でいるつもり?』に出演。
2022年（令和4年）6月1日、アパレルブランド「LANTINAM」を立ち上げ、ブランドディレクターを務めることを発表。
2023年（令和5年）8月27日、生島企画室（現在のFIRST AGENT）への移籍を発表。
2024年（令和6年）12月29日、YouTubeチャンネルを開設。

## 人物
愛称は、さゆりん、さゆりんご、まっつん。キャッチフレーズは「さゆりん、さゆりん、さゆりんりん、さゆりん、さゆりん、さゆりんご。甘い蜜たっぷりさゆりんご。みなさんご賞味いかがですか？」。自称頭脳派、自称13歳のりんご姫、必殺技は「さゆりんごパンチ」。触角のある髪型は高校生の頃から始め、理想の長さはアゴ下1センチとしていたが、2013年8月23日に触角のある髪型を卒業すると宣言し、8thシングル「気づいたら片想い」で髪型を変えた。チャームポイントはL字型の耳。普段履きの靴は黒のパンプス1足。靴のサイズは24.5cm。自他共に認める大食いで、普段から白飯山盛り9杯や、三合炊きの釜を1回の食事で全て食べる。
姉がいる。元千葉ロッテマリーンズ捕手の江村直也とフリーキャスターの岡副麻希は高校時代の同級生。乃木坂46以外に友達はいないと語る。
アニメ好きで声優を目指していると語る松村は2017年に公開されたアニメ映画『ドラゴン・キングダム 〜魔法の森と水晶の秘密〜』で主人公の少年ニッキーの役を演じたが、声優初主演作で少年役を演じる難しさに苛立ち、収録時に不貞腐れてしまったという。そんな中、共演者の矢尾一樹が松村にアドバイスをしたが、松村は「何を言われても嫌で嫌で…」と、大先輩を無視するという失礼な態度をとってしまったという。この事をバラエティー番組で告白し「ずっとずっと気になってて…ほんとにほんとにごめんなちゃい」とぶりっこ全開に謝罪、これに対して矢尾は「かわいいから許す！」と不問に付した。

### 嗜好
好物に唐揚げ、香辛物、タルト、フレンチトースト、バジルドレッシング、マヨネーズ、焼肉、マンゴー、白飯、好きな色に黒、白、ピンク、好きな映画に『ベンジャミン・バトン 数奇な人生』、最も衝撃的な映画に『Another』、目標とする人物に観月ありさ、理想のアイドルに『ラブライブ!』の高坂穂乃果、憧れのモテキャラに『こどものおもちゃ』の倉田紗南、好きなアーティストにポルノグラフィティとファンキー加藤を挙げている。

### 趣味
趣味にアニメ、漫画、相撲観戦、熱帯魚を挙げる。
アニメは「コミックマーケット」へ出かけるほどに愛好しており、鑑賞作品は絵で判断し、学園ものや可愛いキャラクターが登場する作品を好む。最初『まほらば 〜Heartful days』に没頭したが、アニメ・漫画・ゲームなど評価がそれぞれで評価が別れ、好きなアニメに『コードギアス』『魔法少女まどか☆マギカ』『銀魂』『BLEACH』『キューティクル探偵因幡』を挙げる。『新世紀エヴァンゲリオン』『超時空要塞マクロス』なども観た。アニメソングは『美少女戦士セーラームーン』の主題歌「ムーンライト伝説」を好み、『あの日見た花の名前を僕達はまだ知らない。』のグッズやTシャツを収集した。声優雑誌を購読し、アニメの声優を将来の夢としている。好きな声優は堀江由衣、下野紘、斉藤壮馬。
漫画は小学生の頃、少女漫画雑誌『ちゃお』（小学館）『りぼん』（集英社）がきっかけで『こどものおもちゃ』『魔法陣グルグル』を読んだ。中学生の頃に少年漫画雑誌『週刊少年ジャンプ』（集英社）がきっかけで『BLEACH』『銀魂』『るろうに剣心』を読んだ。2015年に西炯子の『姉の結婚』『カツカレーの日』を読んだ。
好角家で好きな力士は体格なら勢、肌質なら白鵬、可愛さなら千代丸、顔なら鶴竜、炎鵬。
高校生時代は阪神甲子園球場で野球観戦した。バレーボール、サッカーなども観戦する。
父親が近畿日本鉄道勤務であるということもあり、プロ野球はオリックス・バファローズを贔屓にしていると明かしている。
オリンピックの種目は体操が好き。

### 特技
特技は水泳で、中学校の大会で1位となる。英会話、習字、ピアノのほかに、水泳を幼稚園から小学6年生の頃まで習った。中学から高校までバレーボール部に6年間所属し、センターとキャプテンを務めた。
保有資格は「パソコン検定」、「語彙・読解力検定3級」、「お米ソムリエ」および「白米ソムリエ」。

### 乃木坂46
乃木坂46の御三家、検定八福神、nogimateの店長、自称セクシー担当、モンハン選抜、an・an美脚選抜、からあげ姉妹、さゆりんご軍団団長、お米担当。
からあげ姉妹は、松村が生田絵梨花とユニットを組みたいと企画書を提出して実現し、楽曲「無表情」も自らで発案した。企画書を提出する段階で「うたのおねえさん」的なことをやりたいとして、生田が「曲調は、ちびっ子が一緒に踊れるようにマーチ（行進曲）っぽく」、松村が「『おかあさんといっしょ』（NHK Eテレ）に出演してもおかしくない雰囲気で」と希望したが却下された。
さゆりんご軍団（通称：SRG団）は、乃木坂46や欅坂46のメンバーから「憧れの先輩」として自身の名を挙げられなかったことが悔しくて松村自身が創設した。尊敬されたいがために団長は松村、副団長は佐々木琴子、社長は寺田蘭世、大統領は伊藤かりんとした。佐々木琴子と寺田蘭世はアニメを餌に釣り、伊藤かりんは楽屋で勧誘したが断られて力づくで仲間にした。2016年4月19日に「さゆりんごマジョリティー」を配信し、2019年に軍団ライブに向けて『#さゆりんご計画中』（SHOWROOM）で会議を開催する。2021年6月22日にさゆりんご軍団の初の単独ライブを開催することを発表した。
乃木坂46メンバーをアニメキャラに例えると、秋元真夏は『ラブライブ!』の矢澤にこ、生田絵梨花は『悪魔とラブソング』の可愛マリア、生駒里奈は『NARUTO -ナルト-』のうずまきナルト、市來玲奈は『SKET DANCE』の高橋千秋、伊藤寧々は『銀魂』のエリザベス、川後陽菜は『地獄少女』の閻魔あい、白石麻衣は『ローゼンメイデン』の真紅、高山一実は『ポケットモンスター』のソーナンス、橋本奈々未は『ポケットモンスター』のブラッキー、深川麻衣は『みなみけ』の南春香、和田まあやは『キャッツ・アイ』の来生愛、松村は『星のカービィ』のカービィ、若月佑美は『NARUTO -ナルト-』のロック・リー、『NEW GAME!』はアニメ界の乃木坂46と語る。
乃木坂46で好きなミュージック・ビデオは「走れ!Bicycle」、「生まれたままで」、「白米様」、「無表情」で、推したいメンバーは伊藤万理華。
乃木坂46メンバーのアンケートによる「この顔になりたいランキング」第1位に選ばれた。

## 作品

### シングル
乃木坂46
- ぐるぐるカーテン（2012年2月22日、SRCL-7900/6） - EAN 4988009051550。
- 乃木坂の詩（2012年2月22日、SRCL-7900/1） - EAN 4988009051550。
- 会いたかったかもしれない（2012年2月22日、SRCL-7902/3） - EAN 4988009051567。
- 失いたくないから（2012年2月22日、SRCL-7904/5） - EAN 4988009051581。
- 白い雲にのって（2012年2月22日、SRCL-7906） - EAN 4988009051598。
- おいでシャンプー（2012年5月2日、SRCL-7966/72） - EAN 4988009052243。
- 心の薬（2012年5月2日、SRCL-7966/72） - EAN 4988009052243。
- 偶然を言い訳にして（2012年5月2日、SRCL-7966/7） - EAN 4988009052243。
- ハウス!（2012年5月2日、SRCL-7972） - EAN 4988009052298。
- 走れ!Bicycle（2012年8月22日、SRCL-8058/64） - EAN 4988009052861。
- せっかちなかたつむり（2012年8月22日、SRCL-8058/64） - EAN 4988009052861。
- 人はなぜ走るのか?（2012年8月22日、SRCL-8060/1） - EAN 4988009052892。
- 音が出ないギター（2012年8月22日、SRCL-8062/3） - EAN 4988009052908。
- 制服のマネキン（2012年12月19日、SRCL-8201/8） - EAN 4988009056432。
- 指望遠鏡（2012年12月19日、SRCL-8201/8） - EAN 4988009056432。
- 指望遠鏡〜アニメ版〜（2012年12月19日、SRCL-8208） - EAN 4988009056487。
- 君の名は希望（2013年3月13日、SRCL-8253/9） - EAN 4988009080833。
- シャキイズム（2013年3月13日、SRCL-8253/9） - EAN 4988009080833。
- ロマンティックいか焼き（2013年3月13日、SRCL-8253/4） - EAN 4988009080833。
- でこぴん（2013年3月13日、SRCL-8257/8） - EAN 4988009080857。
- ガールズルール（2013年7月3日、SRCL-8315/21） - EAN 4988009084725。
- 世界で一番 孤独なLover（2013年7月3日、SRCL-8315/21） - EAN 4988009084725。
- 人間という楽器（2013年7月3日、SRCL-8321） - EAN 4988009084756。
- バレッタ（2013年11月27日、SRCL-8423/30） - EAN 4988009087887。
- 月の大きさ（2013年11月27日、SRCL-8423/30） - EAN 4988009087887。
- そんなバカな・・・（2013年11月27日、SRCL-8425/6） - EAN 4988009087894。
- やさしさとは（2013年11月27日、SRCL-8429） - EAN 4988009087917。
- 月の大きさ〜アニメ版〜（2013年11月27日、SRCL-8430） - EAN 4988009087924。
- 気づいたら片想い（2014年4月2日、SRCL-8520/6） - EAN 4988009092270。
- ロマンスのスタート（2014年4月2日、SRCL-8520/6） - EAN 4988009092270。
- 吐息のメソッド（2014年4月2日、SRCL-8520/1） - EAN 4988009092270。
- ダンケシェーン（2014年4月2日、SRCL-8526） - EAN 4988009092317。
- 夏のFree&Easy（2014年7月9日、SRCL-8563/9） - EAN 4988009094212。
- 何もできずにそばにいる（2014年7月9日、SRCL-8563/9） - EAN 4988009094212。
- その先の出口（2014年7月9日、SRCL-8563/4） - EAN 4988009094212。
- 何度目の青空か?（2014年10月8日、SRCL-8621/7） - EAN 4988009097251。
- 転がった鐘を鳴らせ!（2014年10月8日、SRCL-8621/2） - EAN 4988009097251。
- Tender days（2014年10月8日、SRCL-8627） - EAN 4988009097299。
- 命は美しい（2015年3月18日、SRCL-8780/6） - EAN 4988009104461。
- 立ち直り中（2015年3月18日、SRCL-8780/1） - EAN 4988009104461。
- 太陽ノック（2015年7月22日、SRCL-8840/6） - EAN 4988009110714。
- 無表情（2015年7月22日、SRCL-8842/3） - EAN 4988009110783。
- 羽根の記憶（2015年7月22日、SRC7-6/7） - EAN 4988009110837。
- 今、話したい誰かがいる（2015年10月28日、SRCL-8910/6） - EAN 4988009116747。
- ポピパッパパー（2015年10月28日、SRCL-8910/1） - EAN 4988009116747。
- 悲しみの忘れ方（2015年10月28日、SRCL-8914/5） - EAN 4988009116761。
- ハルジオンが咲く頃（2016年3月23日、SRCL-9025/33） - EAN 4988009124896。
- 急斜面（2016年3月23日、SRCL-9027/8） - EAN 4988009124902。
- 裸足でSummer（2016年7月27日、SRCL-9138/44） - EAN 4988009130439。
- 僕だけの光（2016年7月27日、SRCL-9138/44） - EAN 4988009130439。
- 白米様（2016年7月27日、SRCL-9142/3） - EAN 4988009130460。
- サヨナラの意味（2016年11月9日、SRCL-9258/66） - EAN 4547366278866。
- 孤独な青空（2016年11月9日、SRCL-9258/66） - EAN 4547366278866。
- インフルエンサー（2017年3月22日、SRCL-9370/8） - EAN 4547366297515。
- 意外BREAK（2017年3月22日、SRCL-9370/1） - EAN 4547366297515。
- 逃げ水（2017年8月9日、SRCL-9489/97） - EAN 4547366319156。
- 女は一人じゃ眠れない（2017年8月9日、SRCL-9489/97） - EAN 4547366319156。
- ひと夏の長さより…（2017年8月9日、SRCL-9489/90） - EAN 4547366319156。
- 泣いたっていいじゃないか?（2017年8月9日、SRCL-9497） - EAN 4547366319187。
- いつかできるから今日できる（2017年10月11日、SRCL-9572/80）  - EAN 4547366330311。
- 不眠症（2017年10月11日、SRCL-9572/80）  - EAN 4547366330311。
- シンクロニシティ（2018年4月25日、SRCL-9782/90） - EAN 4547366354140。
- Against（2018年4月25日、SRCL-9782/90） - EAN 4547366354140。
- ジコチューで行こう!（2018年8月8日、SRCL-9913/21） - EAN 4547366369465。
- 空扉（2018年8月8日、SRCL-9913/21） - EAN 4547366369465。
- あんなに好きだったのに…（2018年8月8日、SRCL-9921） - EAN 4547366369496。
- 帰り道は遠回りしたくなる（2018年11月14日、SRCL-9974/82） - EAN 4547366382037。
- ショパンの嘘つき（2018年11月14日、SRCL-9980/1） - EAN 4547366382075。
- Sing Out!（2019年5月29日、SRCL-11186/94） - EAN 4547366406672。
- 曖昧（2019年5月29日、SRCL-11194） - EAN 4547366406702。
- 夜明けまで強がらなくてもいい（2019年9月4日、SRCL-11260/8） - EAN 4547366418569。
- 僕のこと、知ってる?（2019年9月4日、SRCL-11260/8） - EAN 4547366418569。
- 僕の思い込み（2019年9月4日、SRCL-11268） - EAN 4547366418590。
- しあわせの保護色（2020年3月25日、SRCL-11460/8） - EAN 4547366444193。
- サヨナラ Stay with me（2020年3月25日、SRCL-11460/8） - EAN 4547366444193。
- 世界中の隣人よ（2020年5月25日）[117]
- Route 246（2020年7月24日）
- 僕は僕を好きになる（2021年1月27日、SRCL-11680/8） - EAN 4547366487244。
- 明日がある理由（2021年1月27日、SRCL-11680/8） - EAN 4547366487244。
- Wilderness world（2021年1月27日、SRCL-11680/1） - EAN 4547366487244。
- ごめんねFingers crossed（2021年6月9日、SRCL-11836/44） - EAN 4547366507270。
- 全部 夢のまま（2021年6月9日、SRCL-11836/44） - EAN 4547366507270。
- さ〜ゆ〜Ready?（2021年6月9日、SRCL-11840/1） - EAN 4547366507294。

からあげ姉妹（生田絵梨花・松村沙友理 from 乃木坂46）
- 1・2・3（2021年2月7日）[118]

まゆ坂46
- ツインテールはもうしない（2012年7月25日、SRCL-8030/1） - EAN 4988009052632。

乃木坂AKB
- 混ざり合うもの（2016年3月9日、KIZM-90421/2） - EAN 4988003484705。

### アルバム
乃木坂46
- 透明な色（2015年1月7日、SRCL-8662/7） - EAN 4988009099934。
- それぞれの椅子（2016年5月25日、SRCL-9078/86） - EAN 4988009128580。
- 生まれてから初めて見た夢（2017年5月24日、SRCL-9437/44） - EAN 4547366307825。
- 今が思い出になるまで（2019年4月17日、SRCL-11140/7） - EAN 4547366401325。
- Time flies（2021年12月15日、SRCL-12020/30） - EAN 4547366534184。

### 映像作品
- 松村沙友理×萩原健太郎（2012年2月22日） - EAN 4988009051567。
- 松村沙友理×佐藤有一郎（2012年5月2日） - EAN 4988009052243。
- AKB48 リクエストアワー セットリストベスト100 2012（2012年6月13日） - EAN 4580303210611。
- さばドル（2012年7月25日） - EAN 4534530055859。
- 松村沙友理×多田卓也（2012年8月22日） - EAN 4988009052861。
- 松村沙友理（2012年12月19日） - EAN 4988009056449。
- 指原莉乃プロデュース『第一回ゆび祭り〜アイドル臨時総会〜』（2012年12月26日） - EAN 4988064916603。
- 松村沙友理×津田大介（2013年3月13日） - EAN 4988009080857。
- 16人のプリンシパル@PARCO劇場ダイジェスト（2013年7月3日） - EAN 4988009084725。
- 初夏の全力! 乃木坂46大運動会（2013年7月3日） - EAN 4988009084732。
- Making of 6th Single（2013年7月3日） - EAN 4988009084749。
- BAD BOYS J（2013年9月11日） - EAN 4988021719872。
- 松村沙友理×岩崎う大（2013年11月27日） - EAN 4988009087887。
- 乃木坂46 1ST YEAR BIRTHDAY LIVE 2013.2.22 MAKUHARI MESSE（2014年2月5日） - EAN 4988009090900。
- NOGIBINGO!（2014年3月7日） - EAN 4988021109758。
- Creator's Etude 三木聡編（2014年4月2日） - EAN 4988009092270。
- 乃木坂の4人（2014年4月2日） - EAN 4988009092300。
- 劇場版 BAD BOYS J -最後に守るもの-（2014年5月28日） - EAN 4988021713108。
- 松村沙友理×吉田徹（2014年7月9日） - EAN 4988009094236。
- NOGIBINGO!2（2014年9月12日） - EAN 4988021299015。
- 松村沙友理（2014年10月8日） - EAN 4988009097268。
- 生田絵梨花&松村沙友理（2015年3月18日） - EAN 4988009104591。
- NOGIBINGO!3（2015年4月24日） - EAN 4988021729635。
- 乃木坂46 2ND YEAR BIRTHDAY LIVE 2014.2.22 YOKOHAMA ARENA（2015年6月17日） - EAN 4988009110134。
- 星野みなみ&松村沙友理（2015年7月22日） - EAN 4988009110714。
- NOGIBINGO!4（2015年10月16日） - EAN 4988021729734。
- 松村沙友理（2015年10月28日） - EAN 4988009116761。
- 悲しみの忘れ方 Documentary of 乃木坂46（2015年11月18日） - EAN 4988104099327。
- 連続ドラマW 天使のナイフ（2015年11月20日） - EAN 4562474167437。
- 初森ベマーズ（2016年1月20日） - EAN 4988104099433。
- NOGIBINGO!5（2016年2月19日） - EAN 4988021729871。
- 松村沙友理（2016年3月23日） - EAN 4988009125503。
- 乃木坂46 3rd YEAR BIRTHDAY LIVE 2015.2.22 SEIBU DOME（2016年7月6日） - EAN 4988009129518。
- NOGIBINGO!6（2016年9月30日） - EAN 4988021714662。
- 松村沙友理の『推しどこ?』（2016年12月21日） - EAN 4547366271430。
- こじまつり〜小嶋陽菜感謝祭〜（2017年4月19日） - EAN 4580303217252。
- ドラゴン・キングダム 〜魔法の森と水晶の秘密〜（2017年4月26日） - EAN 4562329042087。
- 乃木坂46 4th YEAR BIRTHDAY LIVE 2016.8.28-30 JINGU STADIUM（2017年6月28日） - EAN 4547366310580。
- NOGIBINGO!7（2017年8月4日） - EAN 4988021146081。
- 少年アシベ GO! GO! ゴマちゃん DVD BOX vol.3（2017年10月25日） - EAN 4935228171156。
- FILL-IN 〜娘のバンドに親が出る〜（2017年10月25日） - EAN 4571487570493。
- クリオネの灯り 上巻（2017年10月27日） - EAN 4571436846426。
- クリオネの灯り 下巻（2017年11月24日） - EAN 4571436846433。
- NOGIBINGO!8（2018年3月16日） - EAN 4988021146821。
- 乃木坂46 5th YEAR BIRTHDAY LIVE 2017.2.20-22 SAITAMA SUPER ARENA（2018年3月28日） - EAN 4547366344523。
- 少年アシベ GO! GO! ゴマちゃん DVD BOX vol.4（2018年4月25日） - EAN 4935228173372。
- 映画『あさひなぐ』（2018年5月16日） - EAN 4988104116864。
- SNSポリス 上巻（2018年6月20日） - EAN 4988021146937。
- SNSポリス 下巻（2018年6月20日） - EAN 4988021146944。
- 乃木坂46 真夏の全国ツアー2017 FINAL! IN TOKYO DOME（2018年7月11日） - EAN 4547366363999。
- アンナチュラル DVD-BOX（2018年7月11日） - EAN 4562474194112。
- NOGIBINGO!9（2018年10月19日） - EAN 4988021147392。
- 乃木坂46 6th YEAR BIRTHDAY LIVE 2018.07.06-08 JINGU STADIUM&CHICHIBUNOMIYA RUGBY STADIUM（2019年7月3日） - EAN 4547366411270。
- 賭ケグルイ season2 DVD BOX（2019年8月2日） - EAN 4589921410175。
- 映画 賭ケグルイ（2019年10月16日） - EAN 4589921410410。
- NOGIBINGO!10（2019年10月25日） - EAN 4988021148757。
- 松村工事中（2019年11月6日） - EAN 4547366426861。
- いつのまにか、ここにいる Documentary of 乃木坂46（2019年12月25日） - EAN 4988104123695。
- 乃木坂46 7th YEAR BIRTHDAY LIVE 2019.2.21-24 KYOCERA DOME OSAKA（2020年2月5日） - EAN 4547366438956。
- 東京ワイン会ピープル（2020年4月25日） - EAN 4570043170023。
- 乃木坂46 8th YEAR BIRTHDAY LIVE 2020.2.21-24 NAGOYA DOME（2020年12月23日） - EAN 4547366482812。
- NOGIZAKA46 Mai Shiraishi Graduation Concert 〜Always beside you〜（2021年3月10日） - EAN 4547366491104。
- 映画 賭ケグルイ 絶体絶命ロシアンルーレット（2021年10月29日） - EAN 4589921414043, EAN 4589921414050。
- プロミス・シンデレラ（2021年12月24日） - EAN 4571519902889, EAN 4571519902896。
- 乃木坂46 9th YEAR BIRTHDAY LIVE 5DAYS（2022年6月8日） - EAN 4547366541441, EAN 4547366541465。
- 推しが武道館いってくれたら死ぬ（2023年2月15日） - EAN 4524135041968, EAN 4524135041975。
- 乃木坂46 10th YEAR BIRTHDAY LIVE（2023年2月22日） - EAN 4547366594324, EAN 4547366594447。
- さ〜ゆ〜Ready?さゆりんご軍団ライブ/松村沙友理 卒業コンサート（2023年4月26日）[119]
- 劇場版 推しが武道館いってくれたら死ぬ（2023年10月18日） - EAN 4524135143990, EAN 4524135144010。
- ずっと独身でいるつもり?（2024年1月10日） - EAN 4907953223288。
- 体感予報（2024年2月9日） - EAN 4988111156266, EAN 4988111256287。

## 出演

### テレビドラマ
- BAD BOYS J（2013年4月7日 - 6月23日、日本テレビ）藤井美香 役[120]
- 天使のナイフ（2015年2月22日 - 3月22日、WOWOW）カフェ店員 役[121]
- 初森ベマーズ（2015年7月11日 - 9月26日、テレビ東京）ユウウツ 役[122]
- アンナチュラル 第2話（2018年1月19日、TBS）松倉花 役[123][124]
- 賭ケグルイ Season2（2019年4月1日 - 29日、毎日放送 / 4月3日 - 5月1日、TBS）夢見弖ユメミ 役[125]
- 乃木坂シネマズ〜STORY of 46〜 第3話「超魔空騎士アルカディアス」（2020年1月8日、FOD[126] / 2月5日、フジテレビ）主演・サユリ　役[127]
- プロミス・シンデレラ（2021年7月13日 - 9月14日、TBS）坂村まひろ 役[128]
- 農家のミカタ（2021年10月23日、テレビ東京）ヒロイン・仁田涼子 役[129]
- 愛しい嘘〜優しい闇〜（2022年1月14日 - 3月4日、テレビ朝日）岡崎りえ 役[130]
- 花嫁未満エスケープ（2022年4月8日 - 6月24日、テレビ東京）三田亜衣 役[131]
- 推しが武道館いってくれたら死ぬ（2022年10月9日 - 12月26日〈25日深夜〉、朝日放送テレビ）主演・えり（えりぴよ） 役[132]
- 花嫁未満エスケープ 完結編（2023年1月7日 - 28日、テレビ東京）三田亜衣 役[133]
- 心霊内科医 稲生知性 第2夜（2023年3月29日、フジテレビ）三島麻衣 役[134]
- ショジョ恋。（2023年4月13日 - 6月1日、フジテレビ）主演・庄司しょう子 役[135][注 14]
- 何かおかしい2 第7話・第8話（2023年5月17日 - 24日、テレビ東京）松村沙友理（本人） 役[136]
- 体感予報（2023年8月11日 - 10月13日、毎日放送）松平可奈美 役[137]
- スーパーのカゴの中身が気になる私 第7話（2023年9月2日、中京テレビ）黒岩凪 役[138]
- 極限夫婦 第1章「船越夫婦の場合」（2024年1月19日 - 2月2日、関西テレビ）主演・船越桃子 役[139]
- ゲームの名は誘拐（2024年6月9日 - 30日、WOWOW）真希 役[140]
- 焼いてるふたり 〜交際0日 結婚から恋をはじめよう〜（2024年7月5日 - 9月6日、読売テレビ・中京テレビ）主演・山口千尋 役（黒羽麻璃央とのダブル主演）[141]
- やぶさかではございません（2025年4月3日 - 6月19日、テレビ東京）主演・不思議麻衣 役[142]
- 彩香ちゃんは弘子先輩に恋してる 2nd Stage（2025年6月27日 - 、毎日放送）川島杏里 役[143]

### 配信ドラマ
- シンデレラ・コンプレックス（2021年7月13日 - 9月14日、Paravi）主演・坂村まひろ 役[144][145]
- お前によろしく（2022年3月30日 - 4月13日、YouTube・TELASA）高村志帆 役[146]
- 結婚するって、本当ですか（2022年10月7日配信、Amazon Prime Video）ナオ 役[147]
- ショジョ恋。（2023年3月21日 - 4月18日、FOD）主演・庄司しょう子 役[148]

### テレビアニメ
- 少年アシベ GO! GO! ゴマちゃん（2017年1月31日 - 2019年12月17日、 NHK Eテレ）白鳥[149]、ひらお 役[150]
- クリオネの灯り（2017年7月12日 - 9月27日、TOKYO MX）ミノリ（雨宮実） 役[151]
- SNSポリス（2018年4月8日 - 6月3日、TOKYO MX）大金もち子 役[152]
- ポケットモンスター（2021年1月8日 - 2022年2月25日、テレビ東京）[注 15] - 第61話（2021年4月9日）プラスル 役[153]

### バラエティ
- 速報! 有吉の明日したいことランキング（2012年12月6日、テレビ東京）MC[20]
- 吉本坂46が売れるまでの全記録（2018年4月4日 - 2019年3月27日、テレビ東京）MC[154]
- 馬好王国〜UmazuKingdom〜（2018年4月8日 - 2020年3月22日、フジテレビ）MC[155]
- チョコプラCUP（2021年8月24日 - 2022年4月26日、テレビ朝日）MC[156]
- バラまき!!（2022年1月22日、TBS）MC[157]
- 真夜中のデパート自由に使えたら（2022年3月22日 - 29日、テレビ東京）[158]
- サンデージャポン（2023年 - 、TBS）不定期出演[159]
- トークィーンズ（2023年6月29日 - 、フジテレビ）準レギュラー[160]
- 坂上&指原のつぶれない店（2023年12月17日 - 、TBS）不定期出演[161]
- 名刺代わりに問題です。（2024年3月1日・22日、テレビ東京）[162][163]
- 私の神客 紹介します（2025年7月3日 - 31日、テレビ朝日）MC[164]

### その他のテレビ番組
- 趣味どきっ！（2021年12月1日 - 2022年1月26日、NHK Eテレ）ナレーション[165][166]

### ラジオ
- イマドキッ（2016年10月14日 - 2021年9月29日、毎日放送）第二部のみ出演[167]

### 映画
- 劇場版BAD BOYS J -最後に守るもの-（2013年11月9日、ショウゲート）藤井美香 役[168]
- あさひなぐ（2017年9月22日、東宝）紺野さくら 役[169]
- 映画 賭ケグルイ（2019年5月3日、ギャガ）夢見弖ユメミ 役[170]
  - 映画 賭ケグルイ 絶体絶命ロシアンルーレット（2021年6月1日[171][注 16]、ギャガ）夢見弖ユメミ 役[175][176]
- 東京ワイン会ピープル（2019年10月4日、キグー）主演・桜木紫野 役[32]
- ずっと独身でいるつもり?（2021年11月19日、日活）鈴木美穂 役[41][177]
- 劇場版 推しが武道館いってくれたら死ぬ（2023年5月12日、ポニーキャニオン）主演・えり（えりぴよ） 役[178][179]
- 劇場版 マーダー★ミステリー 探偵・斑目瑞男の事件簿 鬼灯村伝説 呪いの血（2024年2月16日、アイエス・フィールド）三宅麗 役[180]

### 吹き替え
- ドラゴン・キングダム 〜魔法の森と水晶の秘密〜（2017年4月26日、チャンスイン）主演・ニッキー 役[181]

### 舞台
- じょしらく（2015年6月19日 - 21日・24日・28日、AiiA 2.5 Theater Tokyo）蕪羅亭魔梨威 役[182][183]
  - じょしらく弐 〜時かけそば〜（2016年5月12日・14日・17日・19日・21日、AiiA 2.5 Theater Tokyo）防波亭手寅 役[184][185]
- すべての犬は天国へ行く（2015年10月1日 - 12日、AiiA 2.5 Theater Tokyo）クローディア 役[186]
- FILL-IN〜娘のバンドに親が出る〜（2017年7月13日 - 23日、紀伊國屋ホール）くりこ 役[187]
- 雨の塔（2021年3月19日 - 21日、新国立劇場 中劇場）三島敦子 役[188]

### ネット配信
- 生のアイドルが好き（2013年4月18日 - 2021年7月7日、ニコニコ生放送）MC[23]
- 松村準備中（2017年9月28日 - 2020年3月12日 毎週日・木曜日更新、CanCam）[189]
- 松村沙友理のもぐもぐ配信（2018年7月23日[注 17] - 、SHOWROOM）[192][193]
- 松村沙友理と暁月凛のBiLiBiRiNGO（2018年9月11日 - 2019年9月26日、SHOWROOM・bilibili）MC[194]
- 沙友理的爱吃厨房（2019年10月23日 - 2020年3月13日、bilibili）[195]
- 美少女的衣橱（2020年11月20日 - 2021年2月12日、Youku）[196]
- 恋のLast Vacation（2022年9月24日 - 12月30日、Paravi）MC[197]
- 下剋上セレクション〜ドラマ出演を懸けた熱き予選大会〜（2023年9月10日 - 17日、U-NEXT）MC[198]
- 株式会社クレハ「NEWクレラップ」Webムービー「旬感キッチン」シリーズ（2025年4月14日 - 、YouTube）[199]
- さよならプロポーズ via スペイン（2025年5月15日 - 、ABEMA ）見届け人[200]

### イベント
- GirlsAward
  - GirlsAward 2015 SPRING/SUMMER（2015年4月29日、国立代々木競技場第一体育館）[201]
  - GirlsAward 2016 SPRING/SUMMER（2016年4月9日、国立代々木競技場第一体育館）[202]
  - GirlsAward 2016 AUTUMN/WINTER（2016年10月8日、国立代々木競技場第一体育館）[203]
  - マイナビ GirlsAward 2017 SPRING/SUMMER（2017年5月3日、国立代々木競技場第一体育館）[204]
  - Rakuten GirlsAward 2017 AUTUMN/WINTER（2017年9月16日、幕張メッセ）[205]
- 東京ガールズコレクション
  - 第24回 東京ガールズコレクション 2017 SPRING/SUMMER（2017年3月25日、国立代々木競技場第一体育館）[206]
  - 第30回 マイナビ 東京ガールズコレクション 2020 SPRING/SUMMER（2020年2月29日、国立代々木競技場第一体育館）[207]
  - 第31回 マイナビ 東京ガールズコレクション 2020 AUTUMN/WINTER ONLINE（2020年9月5日、さいたまスーパーアリーナ）[208]
  - 第32回 マイナビ 東京ガールズコレクション 2021 SPRING/SUMMER ONLINE（2021年2月28日、国立代々木競技場第一体育館）[209]
  - 第33回 マイナビ 東京ガールズコレクション 2021 AUTUMN/WINTER（2021年9月4日、オンライン配信）[210]
  - 第34回 マイナビ 東京ガールズコレクション 2022 SPRING/SUMMER（2022年3月21日、国立代々木競技場第一体育館）[211]
- ASIA FASHION AWARD 2016 in TAIPEI（2016年12月10日、W Taipei）[212]
- 見て食べる体験型デジタルアート『食神さまの不思議なレストラン』展（2017年1月28日 - 5月21日、日本橋茅場町特設会場）ナビゲーター・UKA 役[213]
- IDOL OF THE YEAR 2022 決勝大会（2022年8月14日、日本青年館ホール）審査員[214]
- SUMMER DANCE MUSIC FES.（2025年7月29日、大阪・関西万博会場内 EXPOアリーナ「Matsuri」 ）MC[215][216]

### CM
- カゴメ「カゴメトマトジュース」Web CM（2024年9月2日 - ）[217]
- サントリー「ジム・ビーム アップル」Web CM（2024年10月5日 - ）[218]
- FOD「『#推しドラWINTER! 浸れ、超自分的名作。』キャンペーン」TV CM（2024年12月23日 - 2025年1月5日）ナレーション[219]
- クレハ「NEWクレラップ」Web CM（2025年4月14日 - ）[199]

## 書籍

### 写真集
- 意外っていうか、前から可愛いと思ってた（2017年12月8日、小学館、撮影：桑島智輝）ISBN 978-4096822623[220]
- 次、いつ会える？（2021年7月13日、マガジンハウス、撮影：三瓶康友）ISBN 978-4838731596[221][222]

### デジタル写真集
- ヤンマガアザーっす！＜YM2024年51号未公開カット＞（2025年2月21日、講談社［ヤンマガデジタル写真集］、撮影：中村和孝）[223]

### 雑誌連載
- CanCam（2015年3月23日 - 2021年8月20日、小学館）専属モデル[224][39]
- BAILA（2021年10月2日 - 、集英社）レギュラーモデル[4]